# Bundesautobahn 47
Bundesautobahn 47 (Abkürzung: BAB 47) – Kurzform: Autobahn 47 (Abkürzung: A 47) – war die mit Wirkung ab 1. Januar 1975 eingeführte Bezeichnung einer geplanten regionalen Schnellstraßenverbindung, die von Bielefeld (A 35) über Gütersloh, Rheda-Wiedenbrück (A 2), Lippstadt zur Anschlussstelle Erwitte/Anröchte (A 44) verlaufen sollte. In der zweiten Hälfte der 1970er Jahre war zudem die Fortführung der A 47 bis nach Herford mit Anschluss an die B 239 vorgesehen. Ein Teil der geplanten A 47-Trasse wurde im Zuge des Ausbaues der Bundesstraßen 55 und 61 realisiert. Die A 47 ist nicht identisch mit der „Werretalautobahn“.

## Planungsgeschichte und Bau
Der Anfang der 1970er Jahre aufgestellte Plan zum Ausbau der Bundesfernstraßen in den Jahren 1971 bis 1985 sah den autobahnähnlichen Neubau der Bundesstraßen 55 und 61 im Abschnitt Herford – Bielefeld – Gütersloh – Rheda-Wiedenbrück – Lippstadt – Raum Anröchte vor. Dabei sollte die B 61 bei Wittel von der zunächst unter der internen Bezeichnung „Autobahn 100“, später als A 5 geplanten Strecke Bremen–Gießen abzweigen. Nördlich Herford war der Abzweig der ebenfalls autobahnähnlich auszubauenden B 239 nach Kirchlengern vorgesehen. Auf gemeinsamer Trasse für die B 61 und die B 239 war die Ortsumfahrung Herford geplant. Südlich Herford sollte die vierstreifige B 239 in Richtung Detmold und Horn-Bad Meinberg geführt werden, die B 61 weiter nach Bielefeld. In Bielefeld war ein Knoten mit der autobahnähnlich zu errichtenden B 66 geplant, die später als A 35 bezeichnet wurde. Bei Brackwede war ein Kreuz mit der vierstreifigen B 68n vorgesehen, der heutigen A 33. Im Zuge der nordwestlich anzulegenden Ortsumgehung Gütersloh sollte die autobahnähnliche B 513 nach Münster abzweigen, die später als Verlängerung der A 43 bezeichnet wurde. Bei Wiedenbrück war das Kreuz mit der A 2 angelegt. Südlich Wiedenbrück sollte die B 55 nahtlos den Streckenzug der B 61 aufnehmen und über die bereits fertiggestellte OU von Lippstadt zur damals als Autobahn 16 bezeichneten, heute als A 44 benannten Strecke bei Anröchte führen. Mit der ab 1. Januar 1975 eingeführten neuen Nummerierung der Bundesautobahnen wurde jedoch lediglich der Abschnitt Bielefeld – Gütersloh – Rheda-Wiedenbrück – Lippstadt – Anröchte als A 47 bezeichnet. Für die nördlich Bielefeld gelegenen Teile der B 61 war zwar weiterhin die Ausführung als Bundesautobahn vorgesehen, jedoch zunächst nicht im Zuge der A 47. Erst in der zweiten Hälfte der 1970er Jahre wurde der Abschnitt Bielefeld – Herford ebenfalls als A 47 in Planungen bezeichnet.
Südlich der AS Erwitte/Anröchte war erstmals mit dem Gesetz zur Änderung des Gesetzes über den Ausbau der Bundesfernstraßen in den Jahren 1971 bis 1985 (BGBl. 1976, Teil I, S. 2093) ein durchgängiger zweistreifiger Neubau als B 55n von Anröchte über Warstein, Meschede, Lennestadt bis in den Raum Kreuztal (direkter Anschluss an die Hüttentalstraße) vorgesehen. Eine Ausführung als A 47 sollte hingegen nicht erfolgen.
Die A 47 war damit nahezu durchgängig als eine parallel zu vorhandenen oder noch zu errichtenden Bundesautobahnen verlaufende Strecke angelegt. Zwischen Bielefeld, Gütersloh und Rheda-Wiedenbrück verlief die Trasse als Parallelautobahn zur A 2. Für den Abschnitt zwischen Rheda-Wiedenbrück und Erwitte/Anröchte gab es im Netzplan die parallel geplanten Autobahnen 5, 33 und 445, wobei diese in deutlich größerer Entfernung lagen, als die A 2 im Bereich Gütersloh – Bielefeld. Die Planung einer Autobahn mitten durch eine Großstadt entsprach der Verkehrspolitik der 1960er Jahre und spiegelte sich im Generalverkehrsplan der Stadt Bielefeld aus dem Jahre 1971 wider. Begünstigt wurden diese Planungen durch die stadtferne Trassierung der A 2 Hannover – Ruhrgebiet, wie sie in den 1930er Jahren erfolgt war.
Die A 47 wurde schließlich im Stadtgebiet Bielefeld bis nach Brackwede autobahnähnlich als B 61 (Ostwestfalendamm) zwischen 1977 und 2012 und trotz erheblicher Proteste realisiert. Insbesondere Ende der 1970er und Anfang der 1980er Jahre rief der Bau der B 61 Widerstand hervor. Es wurden der Abriss von Häusern in einer angespannten Wohnungssituation, die zusätzlichen Lärm- und Abgasemissionen, die Zerschneidung gewachsener urbaner Räume und die Fortsetzung einer einseitigen Verkehrspolitik kritisiert. Letztlich wurde in der Durchführung des Projektes auch die Ursache für den Einzug der „Bunten Liste“ in das Bielefelder Stadtparlament gesehen.

## Verwerfen der Planungen
Der Bundesverkehrswegeplan 1980 spiegelte die veränderte Verkehrspolitik in der Bundesrepublik Deutschland wider. Diese stand nunmehr unter dem Einfluss anhaltender Bürgerproteste gegen Autobahnneubauten und finanzieller Sachzwänge. Im Straßenbaubericht 1980 der Bundesregierung heißt es, dass die Vorhaben „den veränderten Bedingungen, insbesondere dem gegenwärtigen und künftig zu erwartenden Finanzrahmen angepaßt werden“ müssen. Als Prioritäten gelten nunmehr die stärkere Berücksichtigung der umwelt- und energiepolitischen Ziele, die Intensivierung des Dialogs mit dem Bürger, die Vermeidung von Parallelplanungen, der Vorrang von Investitionen zur Substanzerhaltung und die Modernisierung des vorhandenen Netzes einschließlich der Erhöhung der Sicherheit vor reinen Neubaumaßnahmen. Das Zweite Gesetz zur Änderung des Gesetzes über den Ausbau der Bundesfernstraßen in den Jahren 1971 bis 1985 vom 25. August 1980 (BGBl. 1980, Teil I, S. 1614) führte zur Streichung der A 47 aus dem Bedarfsplan für die Bundesfernstraßen. Enthalten waren lediglich noch folgende Projekte:
| Kurzbezeichnung | Abschnitt                                     | Ausbau       | Stand    |
| --------------- | --------------------------------------------- | ------------ | -------- |
| B 55            | OU Erwitte                                    | zweistreifig | Stufe I) |
| B 61            | OU Rheda-Wiedenbrück, südlicher Bauabschnitt  | vierstreifig | in Bau   |
| B 61/B 64       | OU Rheda-Wiedenbrück, nördlicher Bauabschnitt | zweistreifig | Stufe I  |
| B 61            | OU Gütersloh                                  | zweistreifig | Stufe II |
| B 61            | OU Ummeln                                     | zweistreifig | Stufe I) |
| B 61            | Brackwede – Bielefeld                         | vierstreifig | in Bau   |
| B 61            | Bielefeld – Herford                           | zweistreifig | Stufe I  |

Während die A 47 im Bedarfsplan nicht mehr enthalten war, fand sich weiterhin die Planung einer B 55n als zweistreifiger Neubau Anröchte – Warstein – Meschede – Lennestadt – Raum Kreuztal.
Auch der Bundesverkehrswegeplan 1985 sah die A 47 nicht mehr vor. Das Dritte Gesetz zur Änderung des Gesetzes über den Ausbau der Bundesfernstraßen vom 21. April 1986 (BGBl. 1986, Teil I, S. 557) enthielt nur noch folgende Vorhaben:
| Kurzbezeichnung | Abschnitt                                     | Ausbau       | Stand                 |
| --------------- | --------------------------------------------- | ------------ | --------------------- |
| B 55            | OU Erwitte                                    | zweistreifig | vordringlicher Bedarf |
| B 61/B 64       | OU Rheda-Wiedenbrück, nördlicher Bauabschnitt | zweistreifig | laufendes Vorhaben    |
| B 61            | OU Ummeln                                     | zweistreifig | vordringlicher Bedarf |
| B 61            | Brackwede – Bielefeld                         | vierstreifig | laufendes Vorhaben    |
| B 55            | OU Lippstadt, südlicher Bauabschnitt          | vierstreifig | weiterer Bedarf       |

Auch die B 55n zwischen Anröchte und dem Raum Kreuztal wurde aus der Vorhabenliste gestrichen. Stattdessen waren im weiteren Bedarf nur noch einzelne Ortsumgehungen geplant (Warstein, Bremke, westlich Lennestadt).

## Fertiggestellte Abschnitte
Auf der geplanten Trasse der A 47 wurden fertiggestellt:
| Abschnitt                           | Jahr                   | km                       | Bemerkung                                                                        |
| ----------------------------------- | ---------------------- | ------------------------ | -------------------------------------------------------------------------------- |
| Ortsumgehung (OU) Lippstadt         | Mitte der 1960er Jahre | 10,7 km                  |                                                                                  |
| Erwitte (B 1) – AS Erwitte/Anröchte | 1975                   | 2,5 km                   |                                                                                  |
| Bielefeld – Brackwede               | 1977                   | ca. 3,3 km               |                                                                                  |
| Ostwestfalendamm in Bielefeld       | 1986                   | 3,5 km; B 68 – Brackwede |                                                                                  |
| Zubringer A33 – Brackwede           | 2012                   | 1,3 km                   |                                                                                  |
| Abschnitt Rheda-Wiedenbrück         | 1979                   | 4,2 km                   |                                                                                  |
| 1. Bauabschnitt OU Wiedenbrück      | 1980                   | 3,8 km                   |                                                                                  |
| 2. Bauabschnitt OU Wiedenbrück      | 1988                   | 5,2 km                   | davon 2,8 km auf ursprünglich geplanter A 47-Trasse; AK Rheda-Wiedenbrück – B 64 |

## Aktuelle Planungen
Im Bundesverkehrswegeplan 2003 waren folgende Vorhaben enthalten, die auf der ursprünglich geplanten Trasse der A 47 liegen:
| Kurzbezeichnung | Abschnitt                             | Ausbau       | km      | Stand                 | Fertiggestellt       |
| --------------- | ------------------------------------- | ------------ | ------- | --------------------- | -------------------- |
| A 33 / B 61     | Neubau Zubringer Bielefeld/Brackwede; | vierstreifig | 1,3 km  | vordringlicher Bedarf | fertiggestellt       |
| A 33 / B 61     | Neubau Zubringer Bielefeld/Ummeln;    | zweistreifig | 3,9 km  | vordringlicher Bedarf | nicht fertiggestellt |
| B 55            | Ausbau OU Lippstadt                   | vierstreifig | 10,7 km | weiterer Bedarf       | nicht fertiggestellt |
| B 55            | Neubau OU westlich Erwitte            | zweistreifig | 7,4 km  | vordringlicher Bedarf | nicht fertiggestellt |